# 168 (număr)
168 (o sută șaizeci și opt) este numărul natural care urmează după 167 și precede pe 169 într-un șir crescător de numere naturale.

## În matematică
168
- Este un număr compus.[1]
- Este un număr abundent.[2][3]
- Este un număr potrivit (idoneal).[4][5]
- Este un număr practic.[6][7]
- Este un număr rotund.[8][9]
- Este un număr semiperfect (pseudoperfect).[10][11]
- Este produsul primelor două numere perfecte ({\displaystyle 168=6\times 28)\,}).
- Este suma a patru numere prime consecutive: {\displaystyle 168=37+41+43+47\,}.
- Există 168 de numere prime mai mici de 1000.
- 168 este ordinul grupului PSL(2,7), al doilea cel mai mic grup simplu neabelian.
- Conform teoremei Hurwitz despre automorfism, 168 este numărul maxim de automorisme a unei suprafețe Riemann de genul 3, acest maxim fiind atins în cazul cvarticei Klein, al cărei grup de simetrie este PSL(2,7).[12] Planul Fano are 168 de simetrii.

## În știință

### În astronomie
- Obiectul NGC 168 din New General Catalogue este o galaxie spirală, posibil și lenticulară, cu o magnitudine 14 în constelația Balena.
- 168 Sibylla este un asteroid întunecat din centura principală.
- 168P/Hergenrother este o cometă periodică din Sistemul Solar.

## În alte domenii
168 se poate referi la:

Pietre de domino numerotate până la 6–6

- Numărul de puncte din setul de pietre de domino numerotate până la 6–6.
- Numărul de ore dintr-o săptămână ({\displaystyle 168=7\times 24\,}).
- I-168, o clasă de submarine a Marinei Imperiale Japoneze în al Doilea Război Mondial.
- Tracy 168, un artist de graffiti din New York.